# Анна Мария фон Лайнинген-Дагсбург-Фалкенбург
Анна Мария фон Лайнинген-Дагсбург-Фалкенбург (на немски: Anna Maria zu Leiningen-Dagsburg-Falkenburg; † сл. 1631) е графиня от Лайнинген-Дагсбург-Фалкенбург и чрез женитба графиня на Ортенбург-Нойортенбург (1603 – 1627).

## Произход
Тя е най-голямата дъщеря на граф Емих XI фон Лайнинген-Дагсбург-Фалкенбург (1540 – 1593) и съпругата му фрайин Урсула фон Флекенщайн (1553 – 1595), дъщеря на фрайхер Георг I фон Флекенщайн († 1553) и вилд- и Рейнграфиня Йохана фон Залм-Кирбург († 1595). 

## Фамилия
Анна Мария фон Лайнинген-Дагсбург-Фалкенбург се омъжва на 26 септември 1601 г. за граф Георг V (IV) фон Ортенбург (* 4 октомври 1573; † 13 април 1627), вторият син на граф Улрих III фон Ортенбург (1532 – 1586) и втората му съпруга Катарина фон Валдбург (1545 – 1590). Те имат децата:
- Фридрих фон Ортенбург (* 26 юли 1603; † 7 март 1605)
- Анна Катарина фон Ортенбург (* 6 септември 1604; † 17 ноември 1604)
- Филип Волфганг фон Ортенбург (* 12 юли 1605; † 4 ноември 1605)
- Анна Йохана фон Ортенбург (* 13 юли 1606; † 19 март 1661), омъжена за Хайнрих Херкулес фон Милхлинг цу Бургмилхлинг
- Георг Райнхард фон Ортенбург (* 28 август 1607; † 4 септември 1666), имперски граф на Ортенбург-Нойортенбург (1658 – 1666), господар на графството Ортенбург, женен на 7 ноември 1644 г. за графиня Естер Доротея фон Крихинген-Пютлинген (* 1617; † 9 февруари 1713)
- Анна София фон Ортенбург (* 5 февруари 1609; † 9 август 1686), омъжена за фрайхер Георг Албрехт фон Волфщайн (* 26 април 1600; † 23/25 март 1658)
- Кристиан фон Ортенбург (* 28 ноември 1616; † 11 септември 1684), имперски граф на Ортенбург (1666 – 1684), господар на Зьолденау, Еглхам-Нойдек, губернатор на Амберг, женен 1640 г. за графиня Мария Катарина Фугер цу Кирхберг и Вайсенхорн (* 25 януари 1609; † 9 юли 1685)